# Вакулівська сільська рада
Вакулівська сільська рада (до 2016 року — Жовтнева) — колишній орган місцевого самоврядування Жовтневої сільської територіальної громади Софіївського району Дніпропетровської області. До об'єднання громад у 2015 році була також окремою адміністративно-територіальною одиницею.

## Склад ради
Рада складалася з 16 депутатів та голови.

## Керівний склад сільської ради
| ПІБ                          | Основні відомості                                                         | Дата обрання | Дата звільнення |
| ---------------------------- | ------------------------------------------------------------------------- | ------------ | --------------- |
| Левченко Віктор Миколайович  | Сільський голова, 1952 року народження, освіта                            | 26.03.2006   | 31.10.2010      |
| Губаренко Віктор Олексійович | Сільський голова, 1957 року народження, освіта вища, член Партії регіонів | 31.10.2010   | 25.10.2015      |

Примітка: таблиця складена за даними джерела